# 象嶺
象嶺（英語：Elephant Ridge），是南極洲的山嶺，位於帕爾默地，長1公里，處於胡夫峰東南面1.3公里和吉薩峰西南面1.7公里，最高點海拔高度6,999米，現時由南極條約體系管理。

## 外部連結
. . United States Geological Survey.   [2012-02-27].
71°20′S 68°19′W / 71.333°S 68.317°W